# Rewawa
Rewawa (hebr. רבבה) – osiedle żydowskie położone w samorządzie regionu Szomeron, w Dystrykcie Judei i Samarii, w Izraelu.
Leży w zachodniej części Samarii na terytorium Autonomii Palestyńskiej, w otoczeniu arabskich wiosek Karawat Bani Hassan, Dajr Istija i Haris, oraz żydowskich osiedli Kirjat Netafim i Jakir.

## Historia
29 listopada 1947 roku Zgromadzenie Ogólne Organizacji Narodów Zjednoczonych przyjęło Rezolucję nr 181 w sprawie podziału Palestyny na dwa państwa: żydowskie i arabskie. Tutejsze tereny miały znajdować się w państwie arabskie i w wyniku wojny o niepodległość w 1948 znalazły się pod okupacją Jordanii.
Podczas wojny sześciodniowej w 1967 ziemie te zajęły wojska izraelskie.
Osada została założona w 1991 przez grupę żydowskich osadników religijnych, którzy zamieszkali w 14 przyczepach kempingowych na ziemi zakupionej przez Fundusz Ratowania Ziemi (ang. The Fund for Redeeming the Land). Jednak działacze organizacji Pokój Teraz wykazali, że 71% osiedla zostało wybudowane na ziemi arabskiej. Na polecenie sądu został przygotowany raport, który ocenił ten udział na 22%, a sąd nakazał wypłacenie odszkodowań w wysokości 20 tys. NIS.
Istnieją plany wybudowania muru bezpieczeństwa, który będzie przebiegał wzdłuż wschodniej granicy osiedla.

## Demografia
Według danych organizacji Pokój Teraz, w 2008 w osiedlu żyło 1 tys. mieszkańców.

## Gospodarka
Na południowy zachód od osiedla znajduje się strefa przemysłowa Barkan (hebr. איזור התעשיה ברקן), którą utworzono w 1982. Swoją działalność prowadzi tutaj około 120 przedsiębiorstw i zakładów produkcyjnych, z branży spożywczej, dziewiarskiej, metalowej i tworzyw sztucznych. Zatrudnienie znajduje tutaj około 6 tys. pracowników, z których 60% stanowią Palestyńczycy z okolicznych arabskich wiosek.

## Komunikacja
Z osiedla wyjeżdża się na wschód na drogę nr 5066 , którą jadąc na północ dojeżdża się do osiedla Jakir, lub jadąc na południe dojeżdża się do drogi nr 505 . Drogą nr 505 można pojechać na wschód do drogi ekspresowej nr 5  (Tel Awiw-Ari’el), lub na zachód do strefy przemysłowej Barkan oraz osiedli Barkan i Kirjat Netafim.